# 小行星16073
小行星16073（16073 Gaskin）是一颗绕太阳运转的小行星，为主小行星带小行星。该小行星于1999年9月9日发现。

## 轨道参数
小行星16073的轨道半长轴为2.2397206 UA，离心率为0.145。